# 卢北郡
卢北郡，中国南北朝时设置的郡，一作芦北郡。
西魏置卢北郡，属文州，治所在曲水县（今甘肃文县西白龙江南岸），辖今甘肃省文县、四川省松潘县、平武县等地。北周下辖曲水县、正西县。隋文帝开皇三年（583年）废卢北郡，属县直属文州。